# Benedikt Latzl
Benedikt Latzl (* 17. März 1818 in Proßnitz; † 8. März 1884 in Znaim) war ein mährischer Orgelbauer.

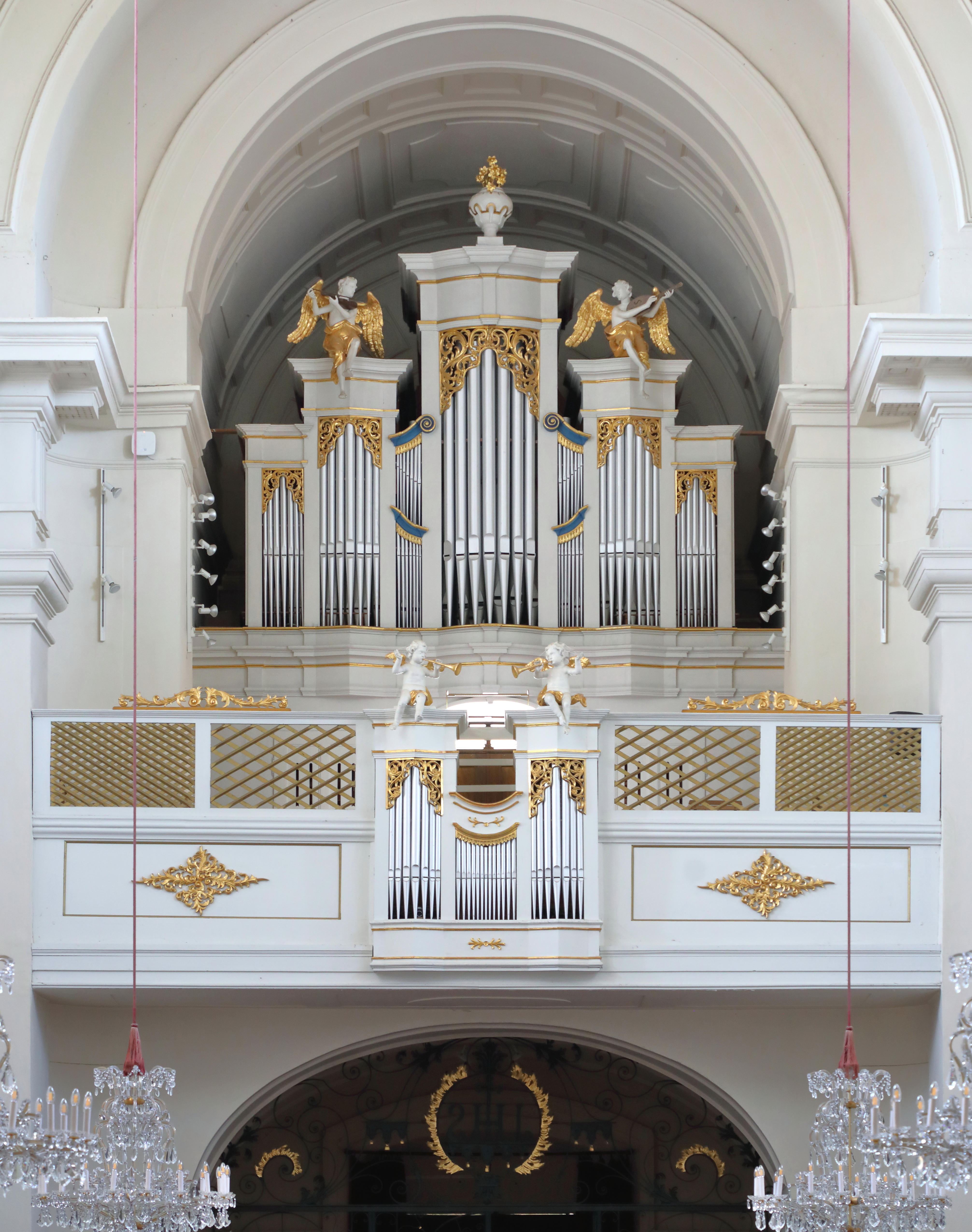
Orgelgehäuse in Großweikersdorf

## Leben
Benedikt Latzl war Schüler, Gehilfe und Nachfolger von Ignaz Reinold, Ignaz Reinold seinerseits erlernte das Orgelbauhandwerk bei Joseph Silberbauer in Znaim. Benedikt Latzl war vorwiegend in Niederösterreich und Südmähren als Orgelbauer tätig. Sein Schüler war Ludvík Nix.

## Werkliste
| Jahr | Ort                           | Gebäude                        | Bild | Manuale | Register | Bemerkungen |
| ---- | ----------------------------- | ------------------------------ | ---- | ------- | -------- | --- |
| 1840 | Niedernondorf                 | Pfarrkirche Niedernondorf      |      | I/P     | 8        | [ 3 ] |
| 1855 | Großweikersdorf               | Pfarrkirche Großweikersdorf    |      | II/P    | 18       | nur mehr Gehäuse erhalten, Positiv stillgelegt, seit 1933 Orgel von Johann M. Kauffmann, 27/III/P mit Fernwerk (III) |
| 1859 | Obermixnitz                   | Pfarrkirche Obermixnitz        |      | I/P     | 9        | [ 5 ] |
| 1862 | Eggendorf im Thale            | Pfarrkirche Eggendorf im Thale |      | I/P     | 9        | restauriert 2022 durch Zdenko Kuscer, Nfg. Wolfgang Bodem                                                            |
| 1862 | Rappottenstein                | Pfarrkirche Rappottenstein     |      | II/P    | 15       | Disposition |
| 1865 | Marbach am Walde              | Pfarrkirche Marbach am Walde   |      | I/P     | 12       | [ 7 ] |
| 1870 | Kirchbach in Niederösterreich | Pfarrkirche Kirchbach          |      | I/P     | 12       | [ 8 ] |

darüber hinaus folgende Orgeln in Österreich und Böhmen (Tschechien):
- Orgel der Pfarrkirche Bergen
- Orgel der Pfarrkirche Chwallatitz
- Orgel der Pfarrkirche Datschitz
- Orgel der Pfarrkirche Großmaispitz
- Orgel der Pfarrkirche Jamnitz
- Orgel der Pfarrkirche Naschetitz
- Orgel der Pfarrkirche Schattau
- Orgel der Pfarrkirche Schiltern
- Orgel der Pfarrkirche Woikowitz
- Orgel der Pfarrkirche Zulb